# 155. pr. Kr.
◄ | 3. stoljeće pr. Kr. | 2. stoljeće pr. Kr. | 1. stoljeće pr. Kr. | ►
◄ | 180-ih pr. Kr. | 170-ih pr. Kr. | 160-ih pr. Kr. | 150-ih pr. Kr. | 140-ih pr. Kr. | 130-ih pr. Kr. | 120-ih pr. Kr. | ►
◄◄ | ◄ | 158. pr. Kr. | 157. pr. Kr. | 156. pr. Kr. | 155 pr. Kr. | 154. pr. Kr. | 153. pr. Kr. | 152. pr. Kr. | ► | ►►
Astronomija

## Događaji
- Kao dio rimskih napora za potpunim osvajanjem i zauzimanjem čitave Ilirije, rimska vojska pod konzulom Publija Kornelija Scipiona Nazike prvi put napada Dalmate i osvaja dalmatsku prijestolnicu Delminium. Kao rezultat toga, Dalmati su primorani odati počast Rimu, čime se okončava prvi rimsko-dalmatski rat.
- Menander I. započinje vladavinu nad Indo-grčkim kraljevstvom

## Smrti
- Carica Dowager Bo, carska konkubina cara Gaoa iz dinastije Han